# Damiano Damiani (organaro)
Damiano Damiani (Villa d'Almè, 20 dicembre 1763 – Bergamo, 12 agosto 1842) è stato un religioso e organaro italiano, attivo dal 1816 al 1838.

## Biografia
Era figlio di Damiano Damiani e di Domenica Alborghetti e venne battezzato col nome di Andrea Emerico.
Nel 1778 entrò nella fabbrica di organi Serassi di Bergamo. Nel 1793 prese i voti per l'Ordine dei frati minori cappuccini, prendendo il nome di "Fra Damiano". Dopo la soppressione nel 1810 da parte di Napoleone degli ordini religiosi, Fra Damiano riprese la sua attività di organaro e nel 1817 costruì il suo primo organo. Nel 1825 incontrò a Tignale Giovanni Tonoli, che divenne suo allievo e in seguito celebre organaro. Fu attivo fino al 1838, anno in cui si ritirò nuovamente in convento a Bergamo.
Morì nel 1842.

## Elenco dei lavori di Fra' Damiano Damiani

### Organi costruiti

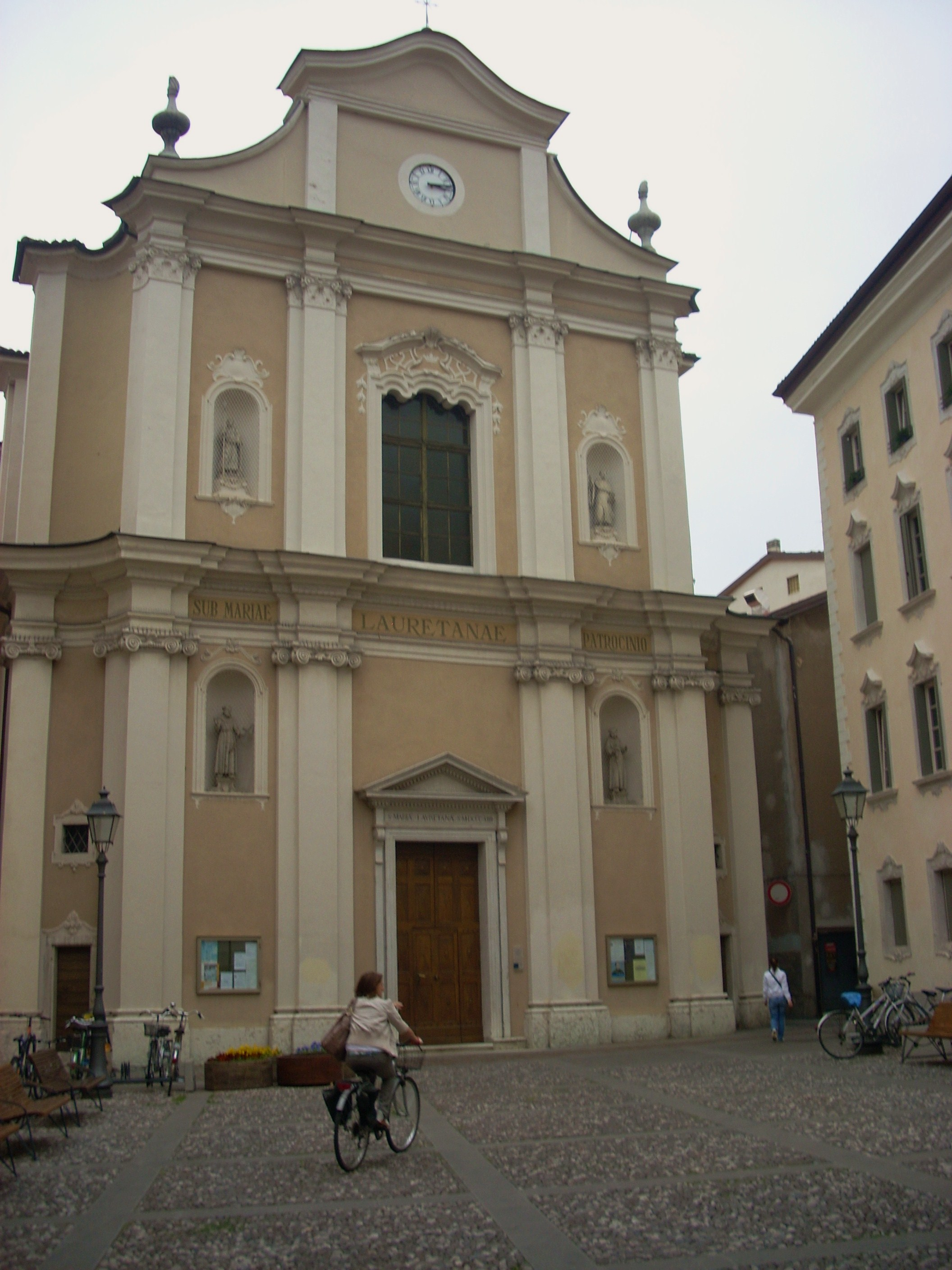
Rovereto, Chiesa di Loreto

- Chiesa parrocchiale di Brembate di Sopra, 1817
- Chiesa di Rova di Endine Gaiano, 1818
- Santuario della Beata Vergine del Buon Consiglio a Villa di Serio, 1819[2]
- Chiesa parrocchiale di Garlate, 1820
- Chiesa parrocchiale di Toscolano, 1822
- Chiesa di Petosino di Sorisole, 1822
- Chiesa dell'Assunta di Riva del Garda, 1823
- Santuario Madonna di Montecastello di Tignale, 1825 circa
- Chiesa parrocchiale di Maderno, 1825[3]
- Chiesa del Suffragio e chiesa del Carmelo di Rovereto, 1825-1828
- Chiesa parrocchiale di Roncegno Terme, 1826
- Chiesa parrocchiale di Volano, 1826
- Chiesa di San Rocco di Treviglio, 1827
- Chiesa parrocchiale di Levico, 1827 (presunto)
- Chiesa parrocchiale di Samolaco, 1828
- Chiesa parrocchiale di Lomaso, 1828
- Chiesa parrocchiale di Limone sul Garda, 1831
- Chiesa di Tavodo di Dorsino, 1831
- Chiesa parrocchiale di Strigno, 1831
- Chiesa parrocchiale di Chiasso, 1831
- Chiesa dei santi Cosma e Damiano di Civello, 1832
- Chiesa parrocchiale di Isola Rizza, 1833
- Collegiata di San Lorenzo di Chiavenna, 1835
- Chiesa di Pieve di Tremosine sul Garda, 1835
- Chiesa di San Giacomo di Palazzolo di Sona, 1835
- Chiesa di San Lorenzo di Folgaria, 1836
- Chiesa arcipretale di San Marco di Rovereto, 1836
- Chiesa parrocchiale di Cavedine, 1837
- Chiesa parrocchiale di Cles, 1837
- Chiesa di San Cristoforo di Pomarolo, 1838
- Chiesa parrocchiale di Malcesine
- Chiesa di Lorentino di Calolziocorte
- Chiesa di Pugnolo di Cella Dati
- Chiesa di Sasso di Gargnano
- Chiesa di Maggianico

### Organi restaurati
- Organo della Chiesa di Loreto e della Chiesa Parrocchiale di San Marco Evangelista  di Rovereto, 1827
- Organo della chiesa prepositurale di Sant'Erasmo di Castel Goffredo, 1828[4]
- Organo della chiesa parrocchiale di Tione, 1828
- Organo della chiesa parrocchiale di Arco, 1829
- Organo della chiesa parrocchiale di Adro, 1835
- Organo della chiesa parrocchiale di Lonato, 1837